# 埼玉縣立草加高等學校
埼玉縣立草加高等學校（日语：／，简称草加高校）位於日本埼玉縣草加市青柳，是一間由埼玉縣設立的高等學校。

## 沿革
- 1962年（昭和37年）：埼玉縣立草加高等學校開校。
- 1982年（昭和57年）：舉辦創校二十週年紀念典禮。
- 1989年（平成元年）：學生數來到有史以來最多的1,487名。
- 2011年（平成23年）：舉辦創校五十週年紀念典禮。發表學校專屬的吉祥物「そうたん」。

## 醜聞
埼玉縣教育委員會在2009年9月25日表示，該校男性教師因為挪用修學旅行等等的儲備餘額，而遭免職處分（且被公開姓名）。公款全數被追繳回。
縣教育委員會指出，該位教職員在2007年（平成19年）5月至2008年（平成20年）4月總計九次，學年主任與會計私自提領19年度入學新生的儲備餘額約104萬日圓，20年5月約75萬日圓的儲備餘額從帳戶不知去向。對於教育委員會，教師以「使用在有趣的DVD和食費上，而學校與私人的金錢上難以區分。」等說明。至於不知去向的金錢，則表示「放入袋子中了，但發覺已經不翼而飛。我想我後來還會回去。」

## 社團
運動部
1. 橄欖球部
前橄欖球日本代表松田努選手是畢業生。
草加高校 → 關東學院大學 → 東芝府中英勇豺狼座（橄欖球）
2. 棒球部
3. 壘球部
4. 足球部
5. 男子軟式網球部
關東大會出場
6. 女子軟式網球部
7. 男子硬式網球部
8. 女子硬式網球部
9. 男子籃球部
10. 女子籃球部
草加高校的新三年級生是國體候補選手（埼玉縣代表）
11. 女子排球部
12. 男子羽球部
13. 女子羽球部
14. 健力部
平成18年 全國高等學校健力選手權大會第3位
15. 桌球部
16. 游泳同好會

文化部
1. 圍棋部
平成16年度埼玉縣代表，全國高校圍棋選手權大會出場
2. 書道部
平成16年度 全國高等學校綜合文化祭　德島大會（全國大會）出場
3. 演劇部
4. 茶道部
5. 攝影部
6. 管樂部
7. 美術部
8. 手藝烹飪部
9. 志願者部
10. 文藝部
11. 科學部
12. 漫畫研究部

## 進路
- 平成21年3月的畢業生情形：大學39%、短期大學18%、專門學校28%、就職5%、其他9%。

## 著名出身人物
- 謙吾 - 格鬥家。草加高校時代是埼玉縣橄欖球代表隊，參加國民體育大會。
- 松田努 - 橄欖球選手（東芝府中英勇豺狼座、前日本國家橄欖球隊成員）
- 橋本圭亮 - 「MYUSIN」

## 交通
- 東武伊勢崎線新田站步行約20分鐘

## 外部連結
- 埼玉縣立草加高等學校 （页面存档备份，存于）
- 草加高校的特徵 （页面存档备份，存于）